# Krîmpulka, Rozdilna
Krîmpulka (în ucraineană Кримпулька) este un sat în comuna Zaharivka din raionul Rozdilna, regiunea Odesa, Ucraina.

## Demografie
Componența lingvistică a localității Krîmpulka
     Ucraineană (100%)
Conform recensământului din 2001, toată populația localității Krîmpulka era vorbitoare de ucraineană (100%).